# Mystic (bier)
Mystic is een Belgisch bier. Het bier wordt gebrouwen door Brouwerij Haacht te Boortmeerbeek. Mystic is een verzamelnaam van verschillende bieren die een mengeling zijn van witbier en fruit.
Volgende varianten zijn beschikbaar:
- Mystic Krieken is een fruitbier met een alcoholpercentage van 3,5% dat bestaat uit een mengeling van witbier en 25% kriekensap.
- Mystic Perzik is een fruitbier met een alcoholpercentage van 3,7% dat bestaat uit een mengeling van witbier en 26% perzikensap. Dit bier werd pas in mei 2011 gelanceerd.
- Mystic radler is een fruitbier met een alcoholpercentage van 2,5% dat bestaat uit van witbier en citroen- en limoensap. Dit bier werd pas in april 2015 gelanceerd.

## Prijzen
- In 2009 behaalde Mystic Krieken' de tweede plaats op het "Internationaal Streekbierenfestival" te Zwevegem in de categorie "Zoethouders".[2]
- In 2009 & 2013 kreeg Mystic Krieken twee sterren op de "Superior Taste Awards" van het "International Taste & Quality Institute".
- In 2013 behaalde Mystic Perzik goud op de Asia Beer Awards in de categorie Flavoured Beer
- in 2018 wint Mystic Krieken  de World Beer Award in de bierstijl " fruit and vegetable"